# Lijst van havezaten in Overijssel
De lijst van havezaten in Overijssel is een opsomming van de verscheidene havezaten die in Overijssel lagen.
Havezaten waren tijdens het ancien régime bezittingen waaraan het recht van verschrijving in de Ridderschap verbonden was. De Staten van Overijssel, het bestuur van Overijssel, bestond uit de steden Deventer, Zwolle en Kampen en de Ridderschap. De Gedeputeerde Staten bestonden uit zes personen: uit elke stad een en een riddermatige uit elk van de drie Overijsselse kwartieren, namelijk Salland, Twente en het Land van Vollenhove.
In 1622 werden de eisen geformuleerd waaraan een Overijsselse riddermatige moest voldoen: hij moest van riddermatige geboorte zijn, in bezit zijn van een erkende havezate en voldoende gegoed zijn. Daarnaast moest de eigenaar sinds 1622 belijdend lidmaat van de Nederduitse Gereformeerde Kerk zijn. De rooms-katholieke en lutherse leden moesten toen het bestuur verlaten.
Riddermatigheid kon bewezen worden door het aantonen dat voorouders in vaderlijke lijn persoonlijk waren uitgenodigd voor vergaderingen met de landsheer, de bisschop van Utrecht. De facto betekende dit dat alle riddermatigen van adel waren. De riddermatigen hadden het recht geen belasting te hoeven betalen over hun saelstede, het huis op het platteland waar zij woonden. In 1546 werd bepaald dat geen goederen die te tevoren niet gevrijd waren van belasting in de toekomst gevrijd zouden kunnen worden. Het aantal saelsteden werd dus beperkt.
In 1630 werd het reglement uit 1622 nog verscherpt met de bepalingen dat wegens het goed de laatste 60 jaar riddermatigen moesten zijn toegelaten tot de Ridderschap, dat de havezate adellijk betimmerd was én dat de havezaatsgoederen een waarde vertegenwoordigden van minstens 25.000 gulden.
Hoewel er niet meer havezaten bij kwamen, kwam het incidenteel wel voor dat havezaatsrechten werden verlegd: het recht van de Bellinckhof ging in 1757 over op de Woeste in Reutum. De rechten van Beverfeurde in Rijssen werden in 1758 verplaatst naar Hoikink.

## Lijst van havezaten in Overijssel
| Naam                             | Bestaand/verdwenen                    | Gemeente        | Buurschap/stad        | Schout-/richterambt           | Kwartier            | Afbeelding |  |
| -------------------------------- | ------------------------------------- | --------------- | --------------------- | ----------------------------- | ------------------- | ---------- |  |
| Ahnem                            | Verdwenen                             | Olst-Wijhe      | Wijnvoorden           | Wijhe                         | Salland             |            |  |
| Den Alerdinck                    | Bestaand                              | Raalte          | Lenthe                | Dalfsen                       | Salland             |            |  |
| Almelo                           | Bestaand                              | Almelo          | Almelo                | Almelo                        | Twente              |            |  |
| Arendshorst                      | Verdwenen                             | Ommen           | Varsen                | Ommen en Den Ham              | Salland             |            |  |
| Arkelstein                       | Verdwenen                             | Deventer        | Loo                   | Bathmen                       | Salland             |            |  |
| Averbergen                       | Verdwenen                             | Olst-Wijhe      | Olst                  | Olst                          | Salland             |            |  |
| Backenhagen                      | Bestaand                              | Hof van Twente  | Deldenerbroek         | Delden                        | Twente              |            |  |
| Beerze                           | Verdwenen                             | Ommen           | Beerze                | Ommen en Den Ham              | Salland             |            |  |
| Bellinckhof                      | Bestaand                              | Almelo          | Almelo                | Almelo                        | Twente              |            |  |
| Benthuis                         |                                       | Steenwijkerland | Vollenhove            | Vollenhove (stad)             | Land van Vollenhove |            |  |
| Den Berg                         | Bestaand                              | Dalfsen         | Millingen             | Dalfsen                       | Salland             |            |  |
| Bergentheim                      | Verdwenen                             | Hardenberg      | Bergentheim           | Hardenberg                    | Salland             |            |  |
| Beugelskamp                      | Verdwenen                             | Dinkelland      | Denekamp              | Ootmarsum                     | Twente              |            |  |
| Beverfeurde                      | Verdwenen                             | Rijssen-Holten  | Rijssen               | Rijssen (stad)                | Twente              |            |  |
| Blankena                         | Verdwenen                             | Deventer        | Zuidloo               | Bathmen                       | Salland             |            |  |
| Hof te Boekelo                   | Verdwenen                             | Enschede        | Usselo                | Enschede                      | Twente              |            |  |
| Bonkenhave                       |                                       | Steenwijkerland | Vollenhove            | Vollenhove                    | Land van Vollenhove |            |  |
| Borgbeuningen                    | Bestaand                              | Losser          | Beuningen             | Oldenzaal                     | Twente              |            |  |
| Borgele                          | Verdwenen                             | Deventer        | Borgele               | Colmschate                    | Salland             |            |  |
| Boskamp                          | Verdwenen                             | Olst-Wijhe      | Olst                  | Olst                          | Salland             |            |  |
| Boxbergen                        | Bestaand                              | Olst-Wijhe      | Hengforden            | Olst                          | Salland             |            |  |
| Brecklenkamp                     | Bestaand                              | Dinkelland      | Breklenkamp           | Ootmarsum                     | Twente              |            |  |
| Bredenhorst                      | Verdwenen                             | Raalte          | Heino                 | Heino                         | Salland             |            |  |
| Buckhorst                        | Verdwenen                             | Kampen          | Zalk                  | Zalk                          | Salland             |            |  |
| Campherbeek                      | Verdwenen                             | Zwolle          | Berkum                | Zwolle                        | Salland             |            |  |
| Collendoorn                      | Verdwenen                             | Hardenberg      | Collendoorn           | Hardenberg                    | Salland             |            |  |
| Den Dam                          | Verdwenen                             | Hellendoorn     | Noetsele              | Hellendoorn                   | Salland             |            |  |
| Diepenheim                       | Bestaand                              | Hof van Twente  | Diepenheim            | Diepenheim                    | Twente              |            |  |
| Dieze (later Mataram geheten)    | Verdwenen                             | Dalfsen         | Emmen                 | Dalfsen                       | Salland             |            |  |
| Dingshof                         | Verdwenen                             | Olst-Wijhe      | Olst                  | Olst                          | Salland             |            |  |
| Den Doorn                        | Bestaand                              | Zwolle          | Haerst                | Zwolle                        | Salland             |            |  |
| Hof te Dorth (ook wel de Meijer) | Verdwenen                             | Deventer        | Dortherhoek           | Bathmen                       | Salland             |            |  |
| Dubbelink                        | Verdwenen                             | Hof van Twente  | Azelo                 | Delden                        | Twente              |            |  |
| Eerde                            | Bestaand                              | Ommen           | Eerde                 | Ommen en Den Ham              | Salland             |            |  |
| De Eese                          | Bestaand                              | Steenwijkerland | De Eese               | De Eeze                       | Land van Vollenhove |            |  |
| Eeshof                           | Bestaand                              | Tubbergen       | Tubbergen             | Ootmarsum                     | Twente              |            |  |
| Egede                            | Bestaand                              | Hellendoorn     | Egede                 | Hellendoorn                   | Salland             |            |  |
| Elsen                            | Verdwenen                             | Hof van Twente  | Elsen                 | Kedingen                      | Twente              |            |  |
| Everlo                           | Bestaand                              | Dinkelland      | Volthe                | Oldenzaal                     | Twente              |            |  |
| Eversberg                        | Verdwenen                             | Nijverdal       | Notter                | Kedingen                      | Twente              |            |  |
| De Gelder                        | Verdwenen                             | Olst-Wijhe      | Wijhe                 | Wijhe                         | Salland             |            |  |
| Gerner                           | Verdwenen                             | Dalfsen         | Gerner                | Dalfsen                       | Salland             |            |  |
| Glinthuis                        | Verdwenen                             | Zwolle          | Genne                 | Zwolle                        | Salland             |            |  |
| Gramsbergen                      | Verdwenen                             | Hardenberg      | Gramsbergen           | Gramsbergen (stad)            | Salland             |            |  |
| Grimberg                         | Verdwenen                             | Wierden         | Notter                | Kedingen                      | Twente              |            |  |
| Grotenhuis                       | Verdwenen                             | Borne           | Hertme                | Borne                         | Twente              |            |  |
| De Groote Scheere                | Bestaand                              | Hardenberg      | Holthone              | Hardenberg                    | Salland             |            |  |
| De Grote Weede                   | Verdwenen                             | Zwartewaterland | Streukel              | Hasselterambt                 | Salland             |            |  |
| Haare                            | Bestaand                              | Steenwijkerland | Vollenhove            | Vollenhove (stad)             | Land van Vollenhove |            |  |
| De Haere                         | Bestaand                              | Olst-Wijhe      | Hengforden            | Olst                          | Salland             |            |  |
| Haerst                           | Verdwenen                             | Zwolle          | Haerst                | Zwolle                        | Salland             |            |  |
| Hagenvoorde                      | Verdwenen                             | Olst-Wijhe      | Tongeren              | Wijhe                         | Salland             |            |  |
| Hagmeule                         | Verdwenen                             | Hof van Twente  | Bentelo               | Delden                        | Twente              |            |  |
| Heeckeren                        | Bestaand                              | Hof van Twente  | Kerspel Goor          | Kedingen                      | Twente              |            |  |
| Heemse                           | Verdwenen                             | Hardenberg      | Heemse                | Hardenberg                    | Salland             |            |  |
| Hengelo                          | Verdwenen                             | Hengelo         | Woolde                | Delden                        | Twente              |            |  |
| Herinckhave                      | Bestaand                              | Tubbergen       | Fleringen             | Ootmarsum                     | Twente              |            |  |
| Herxen                           | Verdwenen                             | Olst-Wijhe      | Herxen                | Wijhe                         | Salland             |            |  |
| Hoenlo                           | Bestaand                              | Olst-Wijhe      | Hengforden            | Olst                          | Salland             |            |  |
| Hofstede                         | Verdwenen                             | Raalte          | Tijenraan             | Raalte                        | Salland             |            |  |
| 't Hogeholt                      | Verdwenen                             | Hardenberg      | Collendoorn           | Hardenberg                    | Salland             |            |  |
| Hogenhof                         | Verdwenen                             | Olst-Wijhe      | Welsum                | Olst                          | Salland             |            |  |
| Hoikink                          | Verdwenen                             | Dinkelland      | Dulder                | Oldenzaal                     | Twente              |            |  |
| Hoogehuis                        | Verdwenen                             | Kampen          | IJsselmuiden          | IJsselmuiden                  | Salland             |            |  |
| Kanneveld                        |                                       | Steenwijkerland | Vollenhove            | Vollenhove (stad)             | Land van Vollenhove |            |  |
| Kevelham                         | Verdwenen                             | Hof van Twente  | Kerspel Goor          | Kedingen                      | Twente              |            |  |
| Kranenburg                       | Verdwenen                             | Zwolle          | Berkum                | Zwolle                        | Salland             |            |  |
| Krijtenberg                      | Verdwenen                             | Olst-Wijhe      | Wijhe                 | Wijhe                         | Salland             |            |  |
| De Kuile                         | Verdwenen                             | Dalfsen         | Hoonhorst             | Dalfsen                       | Salland             |            |  |
| Het Laar                         | Bestaand                              | Ommen           | Giethmen              | Ommen en Den Ham              | Salland             |            |  |
| Langeveldslo                     | Verdwenen                             | Olst-Wijhe      | Tongeren              | Wijhe                         | Salland             |            |  |
| Leemcule                         | Bestaand                              | Dalfsen         | Dalfsen               | Dalfsen                       | Salland             |            |  |
| Lindenhorst                      |                                       | Steenwijkerland | Vollenhove            | Vollenhove (stad)             | Land van Vollenhove |            |  |
| Luttenberg                       | Verdwenen                             | Raalte          | Luttenberg            | Raalte                        | Salland             |            |  |
| Marxveld                         | Bestaand                              | Steenwijkerland | Vollenhove            | Vollenhove (stad)             | Land van Vollenhove |            |  |
| Melenhorst                       | Verdwenen                             | Dalfsen         | Lenthe                | Dalfsen                       | Salland             |            |  |
| Mennigjeshave                    | Verdwenen                             | Twenterand      | Den Ham               | Ommen en Den Ham              | Salland             |            |  |
| Nierwal                          |                                       | Steenwijkerland | Vollenhove            | Vollenhove (stad)             | Land van Vollenhove |            |  |
| Nijenhuis (Diepenheim)           | Bestaand                              | Hof van Twente  | Diepenheim            | Diepenheim                    | Twente              |            |  |
| Nijenhuis (Olst-Wijhe)           | Bestaand                              | Olst-Wijhe      | Wechterholt           | Wijhe                         | Salland             |            |  |
| Noorddeurningen                  | Verdwenen                             | Dinkelland      | Noord Deurningen      | Oldenzaal                     | Twente              |            |  |
| Oldemeule                        | Verdwenen                             | Hengelo         | Oele                  | Delden                        | Twente              |            |  |
| Oldenhof (Markelo)               | Verdwenen                             | Hof van Twente  | Markelo               | Kedingen                      | Twente              |            |  |
| Oldenhof (Vollenhove)            | Bestaand                              | Steenwijkerland | Vollenhove            | Vollenhove                    | Land van Vollenhove |            |  |
| Oldruitenborgh                   | Bestaand                              | Steenwijkerland | Vollenhove            | Vollenhove (stad)             | Land van Vollenhove |            |  |
| Olidam                           | Verdwenen                             | Hof van Twente  | Kerspel Goor          | Kedingen                      | Twente              |            |  |
| Olthuis                          |                                       | Steenwijkerland | Vollenhove            | Vollenhove (stad)             | Land van Vollenhove |            |  |
| Oosterhof                        | Bestaand                              | Rijssen-Holten  | Rijssen               | Kedingen                      | Twente              |            |  |
| Oosterveen (Junne)               | Verdwenen                             | Ommen           | Junne                 | Ommen en Den Ham              | Salland             |            |  |
| Oosterveen (Nieuwleusen)         | Verdwenen                             | Dalfsen         | Nieuwleusen           | Dalfsen                       | Salland             |            |  |
| Ootmarsum                        | Verdwenen                             | Dinkelland      | Ootmarsum             | Ootmarsum (stad)              | Twente              |            |  |
| Den Ordel                        | Verdwenen                             | Zwolle          | Haerst                | Zwolle                        | Salland             |            |  |
| Paasloo                          |                                       | Steenwijkerland | Paasloo               | Oldemarkt                     | Land van Vollenhove |            |  |
| Pekkedam                         | Verdwenen                             | Hof van Twente  | Diepenheim            | Diepenheim                    | Twente              |            |  |
| Plattenburg                      | Bestaand                              | Steenwijkerland | Vollenhove            | Vollenhove (stad)             | Land van Vollenhove |            |  |
| De Pol                           | Verdwenen                             | Olst-Wijhe      | Olst                  | Wijhe                         | Salland             |            |  |
| De Pol                           | Verdwenen                             | Staphorst       | IJhorst               | Staphorst, Rouveen en IJhorst | Salland             |            |  |
| Pothof                           | Verdwenen                             | Hardenberg      | Anevelde              | Hardenberg                    | Salland             |            |  |
| Rande                            | Toren resteert                        | Deventer        | Rande                 | Colmschate                    | Salland             |            |  |
| Rechteren                        | Bestaand                              | Dalfsen         | Rechteren             | Dalfsen                       | Salland             |            |  |
| Het Reelaer                      | Bestaand                              | Raalte          | Tijenraan             | Raalte                        | Salland             |            |  |
| Rhaan                            | Verdwenen                             | Hellendoorn     | Rhaan                 | Hellendoorn                   | Salland             |            |  |
| Rhemenshuizen                    |                                       | Steenwijkerland | Vollenhove            | Vollenhove (stad)             | Land van Vollenhove |            |  |
| Rollecate                        |                                       | Steenwijkerland | Vollenhove            | Vollenhove                    | Salland             |            |  |
| Rutenberg                        | Bestaand                              | Dalfsen         | Ankum                 | Dalfsen                       | Salland             |            |  |
| Saterslo                         | Verdwenen                             | Dinkelland      | Dulder                | Oldenzaal                     | Twente              |            |  |
| Scherpenzeel                     | Verdwenen                             | Hof van Twente  | Goor                  | Goor (stad)                   | Twente              |            |  |
| Schoonheten                      | Bestaand                              | Raalte          | Heeten                | Raalte                        | Salland             |            |  |
| Schuilenburg                     | Verdwenen                             | Hellendoorn     | Hulsen                | Hellendoorn                   | Salland             |            |  |
| Singraven                        | Bestaand                              | Dinkelland      | Denekamp              | Ootmarsum                     | Twente              |            |  |
| Stoevelaar                       | Verdwenen                             | Hof van Twente  | Herike                | Kedingen                      | Twente              |            |  |
| Toutenburg                       |                                       | Steenwijkerland | Vollenhove            | Vollenhove                    | Land van Vollenhove |            |  |
| Tweenijenhuizen                  |                                       | Steenwijkerland | Vollenhove            | Vollenhove                    | Land van Vollenhove |            |  |
| Twickel                          | Bestaand                              | Hof van Twente  | Deldeneresch          | Delden                        | Twente              |            |  |
| Vechterweerd                     | Verdwenen                             | Dalfsen         | Emmen                 | Dalfsen                       | Salland             |            |  |
| Velner                           | Verdwenen                             | Raalte          | Tijenraan             | Raalte                        | Salland             |            |  |
| Venebrugge                       | Woonhuis uit 1833                     | Hardenberg      | Venebrugge            | Hardenberg                    | Salland             |            |  |
| Verborg                          | Verdwenen                             | Zwolle          | Genne                 | Zwolle                        | Salland             |            |  |
| Voorst                           | Verdwenen                             | Zwolle          | Voorst en Westenholte | Zwolle                        | Salland             |            |  |
| Vrieswijk                        | Bestaand                              | Deventer        | Borgele               | Colmschate                    | Salland             |            |  |
| Warmelo                          | Bestaand                              | Hof van Twente  | Diepenheim            | Diepenheim                    | Twente              |            |  |
| Weemselo                         | Verdwenen                             | Tubbergen       | Albergen              | Ootmarsum                     | Twente              |            |  |
| Wegdam                           | Bestaand                              | Hof van Twente  | Kerspel Goor          | Kedingen                      | Twente              |            |  |
| Weldam                           | Bestaand                              | Hof van Twente  | Kerspel Goor          | Kedingen                      | Twente              |            |  |
| Weleveld                         | Verdwenen                             | Borne           | Zenderen              | Borne                         | Twente              |            |  |
| Werkeren                         | Verdwenen                             |                 | Mastenbroek           | Zwolle                        | Salland             |            |  |
| Westerflier                      | Bestaand                              | Hof van Twente  | Stokkum               | Kedingen                      | Twente              |            |  |
| Westerholt                       |                                       | Steenwijkerland | Vollenhove            | Vollenhove (stad)             | Land van Vollenhove |            |  |
| Westerveld                       | Verdwenen                             | Zwolle          | Langenholte           | Zwolle                        | Salland             |            |  |
| Windesheim                       | Verdwenen                             | Zwolle          | Windesheim            | Zwolle                        | Salland             |            |  |
| Wittenstein                      | Afgebroken, herbouwd als houten villa | Kampen          | Kamperveen            | Kamperveen                    | Salland             |            |  |
| Woeste                           | Verdwenen                             | Tubbergen       | Reutum                | Ootmarsum                     | Twente              |            |  |
| Wolfshagen                       | Verdwenen                             | Hasselt         | Mastenbroek           | Zwolle                        | Salland             |            |  |
| Zuthem                           | Verdwenen                             | Zwolle          | Zuthem                | Zwolle                        | Salland             |            |  |
| Zwollingerkamp                   |                                       | Steenwijkerland | Wanneperveen          | Wanneperveen                  | Land van Vollenhove |            |  |